# Hitri govor
Hítri gôvor je pospešeno govorjenje, v katerem prihaja do izgovornih poenostavitev.
Te oblike se lahko začnejo rabiti tudi zunaj hitrega govora (primer: sl. tovarišica > šica).